# Steinfeld (Broderstorf)
Steinfeld – dzielnica gminy Broderstorf w Niemczech, w kraju związkowym Meklemburgia-Pomorze Przednie, w powiecie Rostock, w urzędzie Carbäk. Do 31  grudnia 2012 samodzielna gmina.